# Cementerio neerlandés de Elmina
El Cementerio neerlandés de Elmina (en inglés: Dutch Cemetery of Elmina) es un espacio para sepulturas que fue construido por orden del Gobernador de la Costa de Oro neerlandesa JP Hoogenboom en 1806. Hasta esa fecha, los neerlandeses habían enterrado a sus muertos en el interior o simplemente fuera del Castillo de Elmina, pero a principios del siglo XIX, quedaba poco espacio allí, por lo que se decidió construir un nuevo cementerio en lo que fue conocido como "el Jardín de Elmina". Irónicamente, el gobernador Hoogenboom también fue uno de los primeros en ser enterrados en el cementerio, después de que fue asesinado por la población local Elminese con quien tuvo una riña.